# Ouratea conduplicata
Ouratea conduplicata är en tvåhjärtbladig växtart som först beskrevs av Kl., och fick sitt nu gällande namn av Adolf Engler. Ouratea conduplicata ingår i släktet Ouratea och familjen Ochnaceae. Inga underarter finns listade i Catalogue of Life.